# Oresmaux

Oresmaux este o comună în departamentul Somme, Franța. În 1 ianuarie 2022 avea o populație de 978 de locuitori.